# Maison Rivard-Dit-Lanouette
La maison Rivard-Dit-Lanouette est une maison située sur le chemin du Roy à Sainte-Anne-de-la-Pérade, au Québec (Canada). Construite entre 1759 et 1771, elle présente un degré de conservation et authenticité remarquable. Elle a été classée Immeuble patrimonial en 1988 par le ministère de la Culture et des Communications.

## Histoire
La maison Rivard-Dit-Lanouette est situé partie les premières terres concédées de la seigneurie de Sainte-Anne-De La Pérade. Elle est concédée en 1669 à Pierre Pinot dit Laperle par Michel Gamelin, le premier seigneur. Elle est vendue entre 1719 et 1721 à Pierre Rivard dit Lanouette. À sa mort, la terre est partagée et son fils Joseph fait construire la maison entre 1759 et 1771. Elle avait à l'origine un toit en croupe, une cheminée double en maçonnerie de pierre et une couverture en bardeaux de cèdre. Elle reste dans la famille Rivard dit Lanouette jusqu'en 1903 où Théophile Lanouette, sans enfant, la donne à Joseph Cyprien Baribeau.
Elle est classée comme immeuble patrimonial le 17 février 1988 par le ministère de la Culture et des Communications.